# Вольчак Григорій Степанович
Григорій Степанович Вольчак (псевдо: «Сухий», «Гриць», «Максим»; 1913, село Юськовичі, Золочівський повіт, Королівство Галичини та Володимирії, Австро-Угорщина, за іншою версією народився на Тернопільщині — ???) — український політичний діяч, активіст ОУН, УПА.

## Життєпис
Навчався у Львівському університеті. Був арештований польською поліцією. У 1940—1941 роках перебував у Кракові.
В листопаді 1941 року прибув до Криму на чолі однієї із Похідних груп. Організаційний референт — заступник окружного керівника ОУН. Відповідав за фінансове забезпечення підпілля, контролював господарські ланки Українського комітету, виділяв кошти на закупівлю зброї і медичних препаратів як для підпілля, так і для УПА. 
До жовтня 1943 року господарчий референт та керівник СБ Кримського обласного проводу ОУН. Організував районні осередки ОУН в Ялті, Алушті, Джанкої, Бахчисараї. Мешкав разом із керівником підпілля Степаном Теслею на вулиці Бітакській, 20 у Сімферополі, працював у магазині «Консул» продавцем. Невдовзі після арешту Степана Теслі (24 червня), у жовтні 1943 року виїхав на батьківщину в село Юськовичі (тепер Йосипівка, Львівської області). За вказівкою надрайонного керівника ОУН Петра Різуна (псевдо «Полтава») очолив надрайонний відділ пропаганди у місті Миколаєві на Львівщині. 
Згодом був коптований в керівництво ОУН у місті Умані Черкаської області. 

### Версії подальшого життя
За однією версією у 1945 році скерований на Рівненщину для роботи на лінії зв’язку Проводу ОУН. Шеф зв’язку УПА-Південь (1945). Загинув 25 липня 1945 в лісі біля села Сошище (тепер Шумська міська громада, Тернопільська область) у криївці разом із кур'єром «Павлом». Застрелився, щоб живим не потрапити в руки ворога. Тіла загиблих забрані до Шумська. Місце поховання не встановлене.
За іншою версією у 1947 році нелегально мешкав у брата Івана на хуторі Скриги, що межував з родинним селом. Станом на 2007 рік в Скригах мешкали три племінниці: Софія, Галина та Катерина, які були задіяні в УПА як зв'язкові. Племінниця Галина розповідала, що останній раз бачила дядька Григорія восени 1947 року. Він з'явився у формі радянського офіцера — майора і відбував у невідомому напрямку, повідомивши, що виконує наказ провідника «Полтави».[джерело?] Пізніше він займався організацією та проведенням таємних військових операцій. Подальша доля Григорія Вольчака невідома.

## Нагороди
Згідно з Постановою УГВР від 8.10.1945 р. і Наказом Головного військового штабу УПА ч. 4/45 від 11.10.1945 р. шеф зв'язку УПА-Південь «Максим»-«Сухий» нагороджений Золотим хрестом бойової заслуги УПА 1 класу.

## Вшанування пам'яті
13.04.2019 р. від імені Координаційної ради з вшанування пам'яті нагороджених Лицарів ОУН і УПА у м. Шумськ Тернопільської обл. Золотий хрест бойової заслуги УПА 1 класу (№ 028) переданий на зберігання у Шумський районний краєзнавчий музей.